# Авремешть (Аврам-Янку, Алба)
Авремешть, Авремешті (рум. Avrămești) — село у повіті Алба в Румунії. Входить до складу комуни Аврам-Янку.
Село розташоване на відстані 335 км на північний захід від Бухареста, 67 км на північний захід від Алба-Юлії, 73 км на південний захід від Клуж-Напоки, 141 км на північний схід від Тімішоари.

## Населення
За даними перепису населення 2002 року у селі проживали 25 осіб, усі — румуни. Усі жителі села рідною мовою назвали румунську.